# Аліса в Задзеркаллі
«Аліса в Задзеркаллі», альтернативний переклад назви українською: «В задзеркальній країні» (англ. Through the Looking-Glass, and What Alice Found There — «Крізь дзеркало, і що там побачила Аліса») — дитячий фентезійний роман англійського математика й письменника Льюїса Керрола, написаний в 1871 році як продовження книги «Аліса в країні чудес».

## Сюжет
Задзеркальний дім

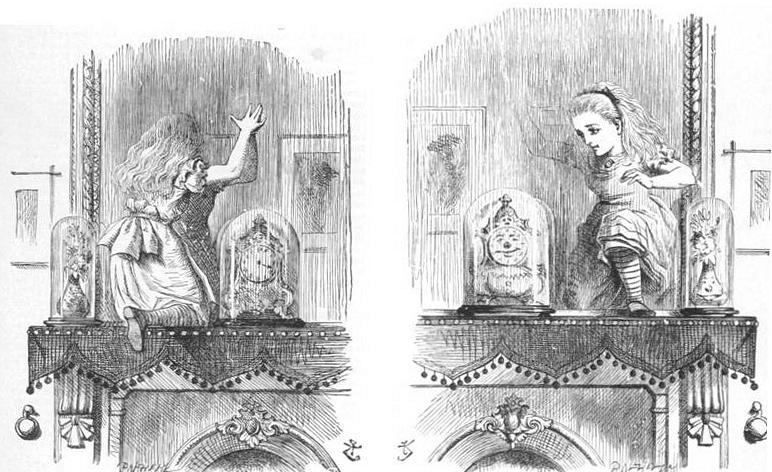
Аліса в Задзеркаллі

Дівчинка Аліса бавиться з кошеням і жартома пригрожує закинути його за дзеркало у задзеркальний дім, де не буде молока. Аліса уявляє наче у відображення можна пройти і на свій подив дійсно опиняється за дзеркалом. На перший погляд там усе виглядає звичайно, але фігури на шаховій дошці танцюють, наче живі, а в годинника з'явилося лице дідка. Дівчина бере фігури Короля і Королеви, але ті не помічають її. Аліса бере зі столика книжку, в якій весь текст виявляється віддзеркаленим. У книзі йдеться про загадкового Жербельковта, що написано віршем з дивних слів.
Сад квітів, які вміли розмовляти
Вийшовши до саду, Аліса зустрічає квітки, що вміють розмовляти. Вони розповідають, що в інших квітниках квіти просто сплять, бо земля там надто пухка, тому й не розмовляють. Аліса хоче зустрітися з Чорною Королевою, але оскільки це Задзеркалля, дівчинка дістається до неї тільки пішовши в протилежному напрямку. Королева каже, що тут розігрується найбільша шахова партія і Аліса може стати королевою, якщо дійде з другої клітинки (d2) до восьмої (d8). Та скільки вони не біжать, лишаються на місці. Королева радить як дістатися до восьмої клітинки і що Аліса зустріне дорогою туди.
Задзеркальні комахи
Аліса вирушає на залізничну станцію, після розмови з пасажирами якої опиняється на клітинці d4, оскільки пішак при першому ході може перетнути одну додаткову клітинку. Їй зустрічається Комар, з мови якого розуміє, що в тутешньому лісі все безіменне.
Круть і Верть

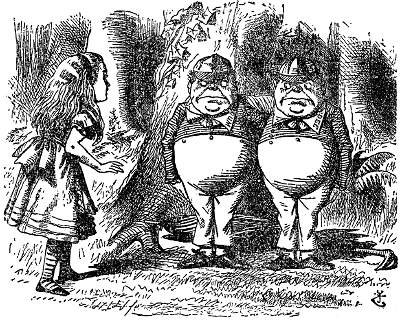
Аліса зустрічає Крутя і Вертя

Дорога приводить до товстунів Крутя і Вертя, які борються між собою. Верть роздумує над тим, що весь світ та Аліса з ним тільки сниться Чорному Королеві. Злякавшись крука, Круть з Вертем тікають, а Аліса біжить до лісу.
Вовна та вода
У лісі опиняється і Біла Королева, яка шукає свою шаль, що полетіла за вітром від крил крука. Вона згадує королівського гінця, що сидить у в'язниці, а суд і злочин ще мають відбутися. Також у Королеви іде кров з пальця, бо скоро вона його вколе. Вони перестрибують струмок, опиняючись на клітинці с5. Королева при цьому перетворюється на вівцю, а все довкола стає крамницею.
Шалам-Балам

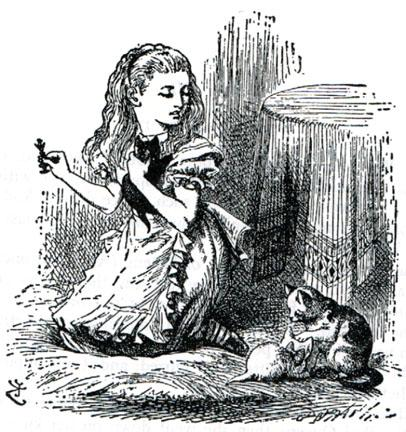
Аліса в реальності

Там Аліса купує яйце, Хитуна-Бовтуна, що слово за словом пояснює зміст вірша про Жербельковта.
Лев та Одноріг
Несподівано до лісу прибувають пішаки Білого Короля. Той розповідає про своїх підданих і дивується, що Аліса може бачити Нікого в чистому полі. Дівчинка стає свідком бою Лева з Єдинорогом та знайомиться з гінцями Короля. Лев і Єдиноріг пробують подружитися з дівчинкою, але пиріг, приготований на честь цього, не вдається розрізати, бо спершу в Задзеркаллі пиріг слід роздати по частинах.
«Я сам це придумав!»
Прибувають Білий і Чорний лицарі, що відповідають фігурам коней. Білий Лицар показує свої абсурдні винаходи, такі як захист від укусу акули чи від випадіння волосся. Чорний Лицар бере Алісу в полон, але Білий рятує її, після чого дівчинка ступає на восьму клітинку.
Королева Аліса
Біла і Чорна Королеви прибувають туди ж і на її честь влаштовують бенкет. Аліса бере Чорну Королеву, оголошуючи шах і мат Чорному Королю, який проспав усю партію, так жодних разу й не рушивши з місця. Аліса бере її в руку і тут розуміє, що…
Сну кінець
…тримає кошеня, а всі пригоди в Задзеркаллі наснилися їй. Весь цей розділ складається всього з одного речення.
Кому це наснилося?
Аліса задумується чий же це був сон — її чи Чорного Короля і автор задає те саме питання читачам.

## Персонажі

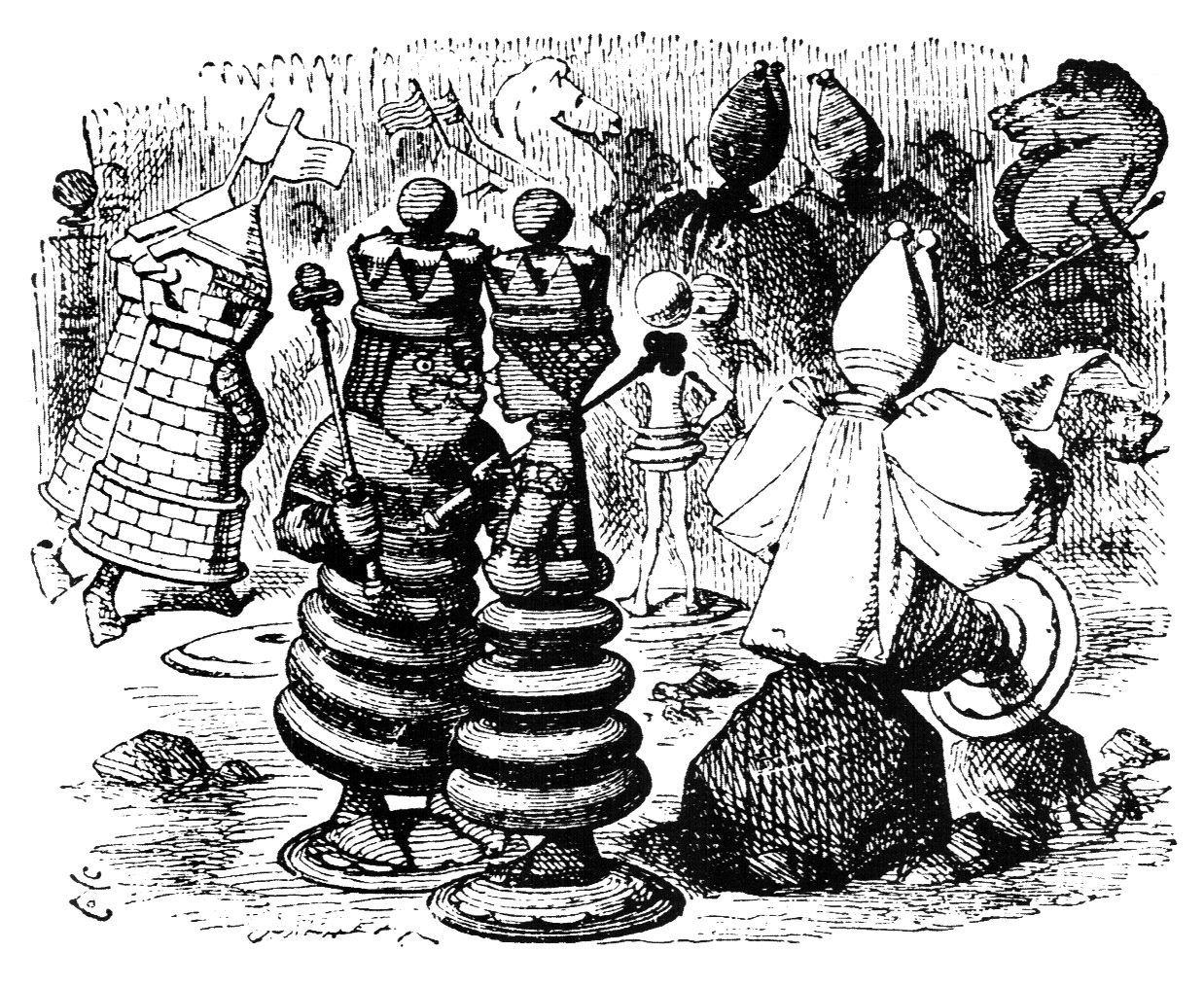
Шахи Задзеркалля

- Шахи ЗадзеркалляАліса (англ. Alice) — у цій книзі Аліса — дівчинка семи з половиною років. Згадується, що вона ходить до школи і має няньку. Дома тримає кішку Діну та її кошенят. Вона поводиться сміливіше, ніж в «Алісі у Країні чудес», але так само плутається в фактах і вказує зустрінутим персонажам на їхню дивність.
- Чорна Королева (англ. Red Queen) — вперше Аліса бачить її тільки-но потрапивши в Задзеркалля на шаховій дошці. Далі вона зустрічається дівчинці в лісі, пояснює, що там відбувається величезна шахова партія, і пропонує стати білим пішаком.
- Чорний Король (англ. Red King) — чоловік Чорної Королеви, що весь час спить. Круть і Верть вважають, що весь світ сниться Чорному Королю і коли він прокинеться, все зникне.
- Близнюки Круть (англ. Tweedledum) і Верть (англ. Tweedledee); у перекладі М.Лукаша — Близнюк і Близняк — авторство цих персонажів приписується Георгу Генделю. В «Алісі в Задзеркаллі» вони — двоє товстунів, що живуть між залізницею і магазином Вівці. Хоча є два вказівники до них, обоє живуть в одному будинку. Аліса сподівається довідатися в них як вибратися з лісу, але близнюки замість цього танцюють, розповідають вірш про Моржа і Теслю і б'ються за іграшку.
- Шалам-Балам (англ. Humpty Dumpty); у перекладі М.Лукаша — Хитун-Бовтун — персонаж багатьох англійських дитячих віршів, в цьому творі — яйце з лицем, руками і ногами. Він твердить, що все на світі повинне мати ім'я, а всі назви мають той сенс, який він сам у них закладає. Хитун-Бовтун близький до Короля і коли розбивається, впавши зі стіни, прибігає «вся королівська кіннота і вся королівська рать» аби його зібрати.
- Біла Королева — одна з шахових королев, яку Аліса зустрічає в лісі, зайняту пошуками загубленої шалі. Біла Королева пам'ятає майбутнє і з нею стається те, причини чого перебувають в майбутньому. Перетнувши струмок (межу шахових клітинок), Біла Королева перетворюється на Вівцю, котра береться за в'язання.
- Білий Король — шахова фігура, яку Аліса бачить на самому початку книги. Він дуже любить точність, зокрема знає точне число своєї раті та все записує. Має двох гінців: Шаленого зайця, Королівського Гінця Туди (Заєць з « Аліси в Країні чудес») і Кеп Ель-Юшника, Королівського Гінця Зворотно (Капелюшник з « Аліси в Країні чудес»).
- Лев і Одноріг — борці за корону Білого Короля. Одноріг тут належить до білих фігур, а Лев — до чорних. Вони пробують подружитися з Алісою і на честь цього з'їсти пиріг, але в Задзеркаллі пироги спершу роздають, а потім ріжуть, тому в Аліси не виходить зробити це звичайним чином.
- Чорний Лицар (англ. Red Knight) — шахова фігура коня, що намагається захопити Алісу як пішака, але її рятує Білий Лицар.
- Білий Лицар — противник Чорного Лицаря, який робить абсурдні винаходи (автошарж Льюїса Керрола).

На честь братів Крутя (англ. Tweedledum) та Вертя (англ. Tweedledee) названо астероїди 17681 Твідлідум та 9387 Твідліді, а на честь Білого лицаря та Чорної королеви — відповідно 17612 Вайтнайт та 17518 Редквін.

## Ремінісценціяв кінематографі
- У фільмі «Матриця» Нео, ковтнувши червону таблетку, подорожує в справжній світ використовуючи рідке дзеркало.
- У фільмі «Оселя зла» режисер використав безліч аналогій фільму з казками Л. Керролла: ім'я головної героїні, назву комп'ютера «Червона королева», прохід в «Umbrella Corporation» через дзеркало і т. д.

## Ремінісценціїв літературі
- У книзі Роджера Желязни «Хроніки Амбера» головні герої в стані наркотичного сп'яніння «викликали до життя» багатьох героїв Льюїса Керрола. Є навіть сцена битви з Бурмоковтом.
- Назва повісті О. Генрі «Королі і капуста» є відсилкою до віршу про Моржа і Тесляра, який фігурує в «Алісі»

## Переклади українською
- Льюїс Керрол. В задзеркальній країні (роман, переклад Г. Бушиної, ілюстрації Дж. Тенніела), Київ: Радянський письменник, 1960. — с. 123-245
- Льюїс Керрол. В задзеркальній країні (роман, переклад Г. Бушиної, ілюстрації Дж. Тенніела), Київ: Радянський письменник, 1971. — с. 123—245
- Льюїс Керрол. Аліса у Задзеркаллі (роман, переклад В. Корнієнка, ілюстрації Яни Гавриш), Тернопіль: Навчальна книга — Богдан, — 2009. — с. 111—220
- Льюїс Керрол. Аліса у Задзеркаллі (роман, переклад В. Корнієнка, М. Лукаша, ілюстрації В. Єрка), Київ: А-БА-БА-ГА-ЛА-МА-ГА, 2010. — с. 5-141
- Льюїс Керролл. Аліса в задзеркаллі (роман, переклад В. Наріжної, ілюстрації Є. Гапчинської), Харків: Фоліо, 2012. — 160 с.
- Льюїс Керролл. Аліса в Задзеркаллі (казкова повість, переклад В. Панченка, ілюстрації Р. Інґпена). Київ: Махаон-Україна, 2017. — 192 с.
- Льюїс Керрол. Аліса в Задзеркаллі. Переклад з російської: Ольга Пилипенко, ілюстрації: Євгенія Чістотіна. Харків: Vivat. 2017. 128 с. ISBN  978-966-9422-83-5[4]